# Gerlachowski Grzebień

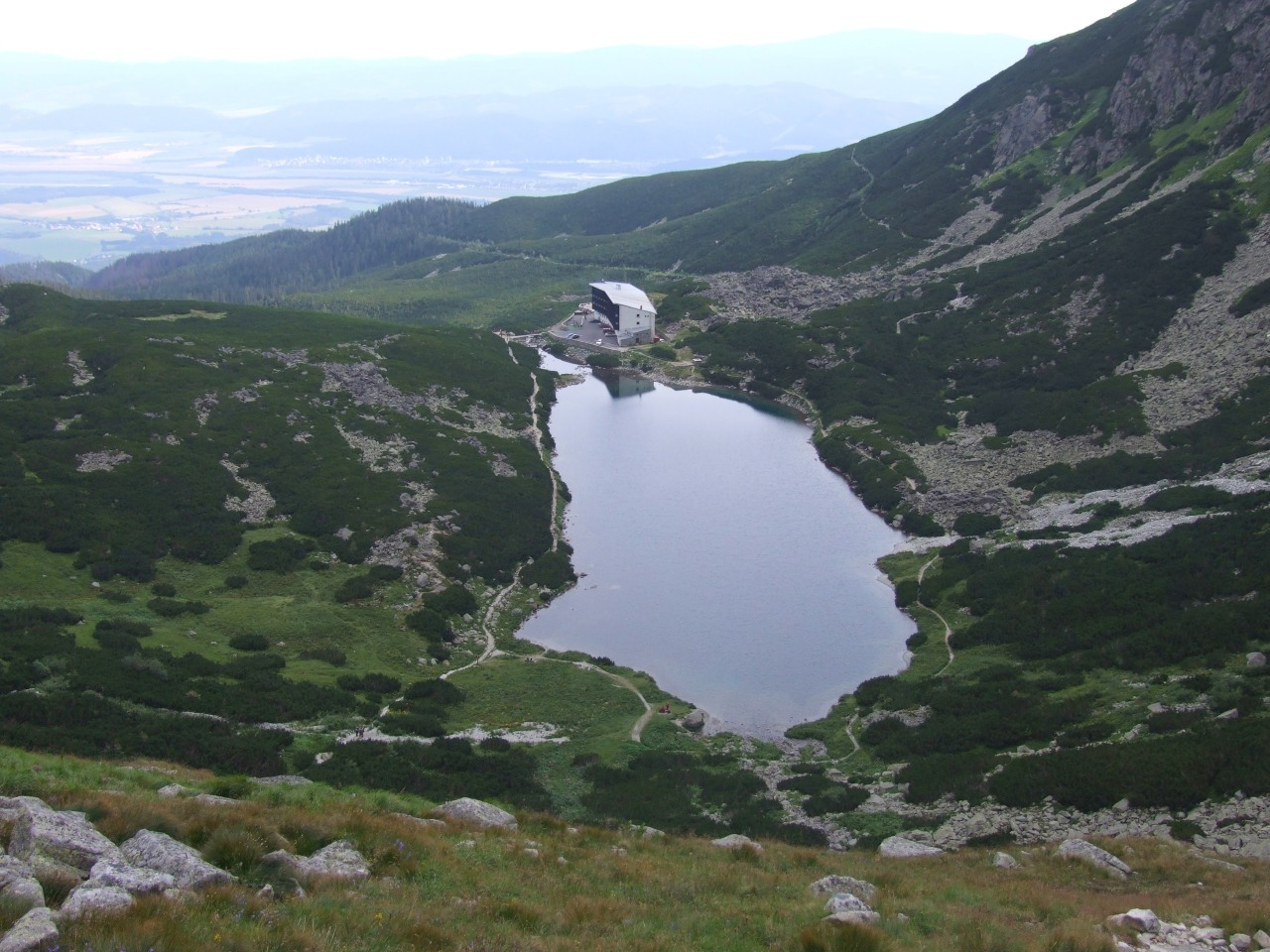
Gerlachowski Grzebień widoczny powyżej hotelu Śląski Dom

Gerlachowski Grzebień, także Gierlachowski Grzebień (słow. Gerlachovský hrebeň) – lesisty grzbiet stanowiący przedłużenie południowo-wschodniego ramienia Małego Gerlacha w słowackich Tatrach Wysokich.
Najbliższym wzniesieniem powyżej Gerlachowskiego Grzebienia jest Ponad Staw Turnia. Gerlachowski Grzebień rozdziela górne partie doliny Stos od dolnych partii Doliny Wielickiej. U jego podnóży przepływają dwa potoki: potok Stos (na południowy zachód od niego) i Wielicka Woda (na północny wschód od niego, w odległości ok. 350 m). Zachodnim zboczem Gerlachowskiego Grzebienia przebiega żółto znakowany szlak turystyczny, który odgałęzia się od szlaku zielonego prowadzącego przez Dolinę Wielicką na Polski Grzebień i biegnie w kierunku czerwono znakowanej Magistrali Tatrzańskiej. Magistrala Tatrzańska przebiega także północną częścią Gerlachowskiego Grzebienia. Grzbietem poprowadzona jest również droga dojazdowa do hotelu górskiego „Śląski Dom” w Dolinie Wielickiej.
Nazewnictwo Gerlachowskiego Grzebienia pochodzi od masywu Gerlacha.

## Szlaki turystyczne
– żółty szlak łącznikowy pomiędzy Magistralą Tatrzańską (Rozdroże pod Suchym) i dolną częścią szlaku zielonego (Rozdroże na Wielickim Mostku).
- Czas przejścia od Magistrali do Rozdroża na Wielickim Mostku: 55 min, z powrotem 1:15 h

  – znakowana czerwono Magistrala Tatrzańska na odcinku od Batyżowieckiego Stawu przez Gerlachowski Grzebień nad Wielicki Staw, stąd dalej na wschód do Smokowieckiego Siodełka. Czas przejścia znad Batyżowieckiego Stawu nad Wielicki Staw: 1 h w obie strony.
 – rowerowy szlak od Tatrzańskiej Polanki do Rozdroża na Wielickim Mostku, stąd drogą dojazdową do hotelu górskiego Śląski Dom.